# Liberia
La Liberia, ufficialmente Repubblica di Liberia, è uno Stato dell'Africa occidentale, confinante a nord con Sierra Leone e Guinea, e a est con la Costa d'Avorio. Tra la fine del XX secolo e l'inizio del XXI, la Liberia è stata afflitta da due guerre civili (1989–1996 e 1999–2003) che hanno reso profughi centinaia di migliaia di cittadini e ne hanno distrutto l'economia. La sua capitale è Monrovia.

## Etimologia
Il nome deriva dal latino liber (libero), perché venne colonizzata da schiavi afroamericani liberati.

## Storia

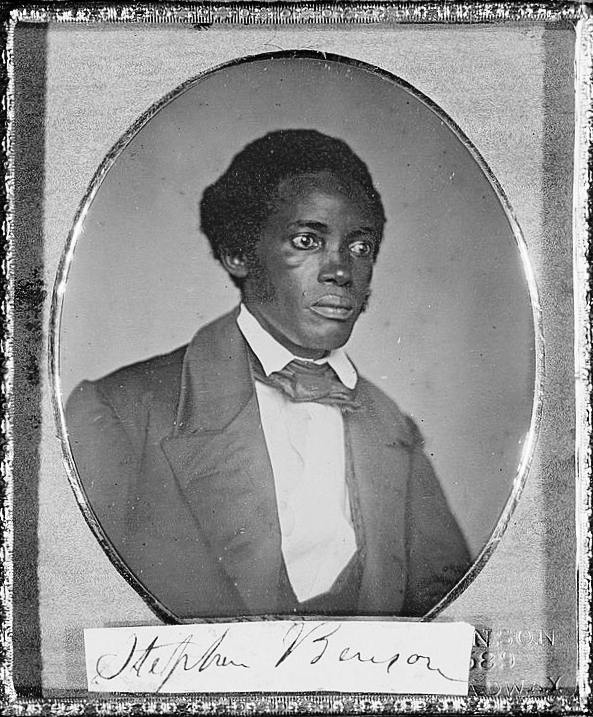
Stephen Allen Benson, presidente della Liberia dal 1856 al 1864

La storia della Liberia come entità politica comincia con l'arrivo dei coloni afroamericani che stabilirono una colonia di "liberi uomini di colore" sulle sue coste nel 1822 sotto il controllo della American Colonization Society. Le radici storiche in cui una certa maggioranza degli odierni liberiani ritrova la propria identità, comunque, affondano nelle differenti tradizioni dei numerosi gruppi tribali in cui si dividevano le tribù indigene: i coloni dovettero infatti affrontarle per guadagnare uno spazio sulla costa africana ed estendere successivamente il loro controllo sulle regioni interne.
Il 26 luglio 1847 gli americo-liberiani dichiararono l'indipendenza della Repubblica di Liberia. I coloni vedevano nel continente africano, dal quale i loro avi erano stati deportati, la "terra promessa", ma non mostravano intenzione di reintegrarsi nella società e nel metodo tribale africano. Si riferivano a sé stessi come «americani» e furono riconosciuti come tali tanto dalle autorità tribali africane quanto dalle autorità coloniali britanniche della vicina Sierra Leone. I simboli dello Stato (bandiera, motto e sigillo), come la forma di governo, riflettevano completamente l'esperienza vissuta negli Stati Uniti.
I costumi e gli standard culturali degli abitanti vedevano il loro modello nello stile di vita del Sud degli Stati Uniti.
Questi ideali coloravano in modo preponderante le abitudini dei coloni verso gli autoctoni: il nuovo Stato aveva l'estensione superficiale delle terre controllate dalla comunità dei coloni e da coloro che ne erano stati assimilati, per cui grandi porzioni della storia della Liberia trattano i tentativi, raramente coronati da successo, di una minoranza civilizzata di dominare una maggioranza considerata per tanti aspetti "inferiore".
Il Paese fu chiamato "Liberia", per dargli il carattere di "terra degli uomini liberi".
La fondazione della Liberia fu privatamente finanziata da gruppi filantropici e religiosi americani, ma la colonia godette del supporto e della cooperazione non ufficiale del governo statunitense. Il governo liberiano, modellato su quello degli Stati Uniti, era democratico nello stile, per quanto non sempre nella sostanza. Dopo il 1877 il True Whig Party monopolizzò l'intero potere politico del Paese, e la competizione per le cariche fu solitamente contenuta nel partito, dove essere nominati significava automaticamente entrare in Parlamento. Due problemi che le amministrazioni liberiane dovettero affrontare furono soprattutto le pressioni delle nazioni coloniali vicine, Gran Bretagna e Francia, e la minaccia di insolvenza finanziaria: entrambe le problematiche minacciarono seriamente la sovranità del Paese, poiché perse il controllo di alcune regioni all'interno che furono annesse alle colonie inglesi e francesi.
Lo sviluppo economico fu poi pesantemente ritardato dal declino, alla fine del XIX secolo, dei mercati per le materie prime su cui si basavano le esportazioni liberiane, e dall'indebitamento per una serie di prestiti il cui rientro prosciugò l'economia nazionale.

### Il XX secolo

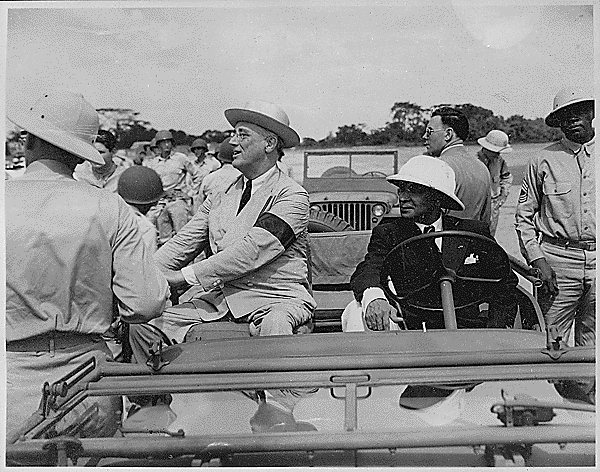
Edwin Barclay (a destra), presidente della Liberia, e Franklin Delano Roosevelt (a sinistra), presidente statunitense, nel 1943

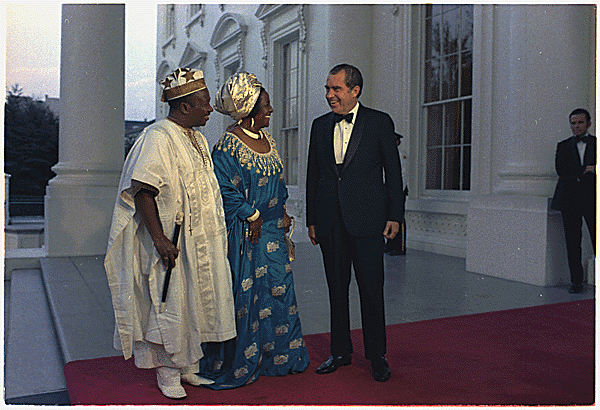
William R. Tolbert Jr. (a sinistra) e la moglie con Nixon, nel 1973

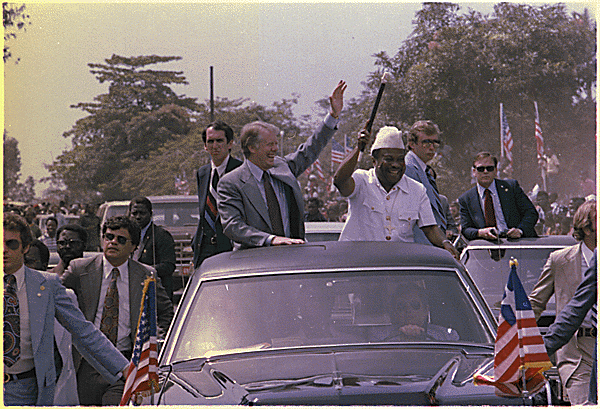
Tolbert col presidente USA Carter a Monrovia, 1978

Due eventi furono di particolare importanza nel contrasto dell'isolazionismo liberiano: il primo fu una larga concessione affidata nel 1926 alla statunitense Firestone Plantation Company, una mossa che fu il primo passo nella modernizzazione dell'impianto economico; il seguito fu durante la seconda guerra mondiale, periodo in cui gli Stati Uniti fornirono un'assistenza economica e tecnica che permise progressi industriali e un cambiamento sociale.

### Il golpe del 1980
Il 12 aprile 1980 un colpo di Stato militare fu organizzato da un gruppo di sottufficiali dell'esercito di lignaggio tribale, al comando del sergente maggiore Samuel Kanyon Doe, che uccisero il presidente in carica da nove anni, William R. Tolbert Jr. nella sua residenza. Doe e i suoi congiurati costituirono autonomamente il Consiglio di Redenzione del Popolo, presero possesso del governo e conclusero la "prima repubblica" di Liberia.
Doe strinse legami molto forti con gli USA nei primi anni 1980 e attuò una politica molto autoritaria, chiudendo giornali, dichiarando fuorilegge i partiti d'opposizione e tenendo elezioni plebiscitarie.

### Le guerre civili del 1989 e del 1999
Nel tardo 1989 scoppiò una guerra civile e nel settembre 1990 Doe fu ucciso dalle forze dell'INPFL (Independent National Patriotic Front of Liberia, Fronte Indipendente Nazionalpatriottico della Liberia), al comando di Yormie Johnson, e da elementi della tribù Gio. Come condizione per la fine del conflitto il presidente ad interim Amos Sawyer si dimise nel 1994, lasciando il potere al Consiglio di Stato.
Charles Taylor fu eletto presidente nel 1997. Il regime brutale di Taylor bersagliò molti attivisti di spicco dell'opposizione. Nel 1998 il governo cercò di assassinare l'attivista per i diritti dei minori Kimmie Weeks per un rapporto che, pubblicato, evidenziava le responsabilità di Taylor nell'addestramento dei bambini-soldato. Il governo autocratico e traballante di Taylor portò a una nuova ribellione nel 1999. In dieci anni di sollevazioni e rivolte morirono più di duecentomila persone. Il conflitto si intensificò nell'estate del 2003, quando i combattimenti si avvicinarono a Monrovia.
Nell'agosto 2003 Accra (Ghana) ospitò la discussione e la firma degli accordi di Accra, che misero fine a quattordici anni di guerra civile. Mentre il potere del governo collassava e le pressioni dalla comunità internazionale (soprattutto gli USA) aumentavano affinché si dimettesse, Charles Taylor accettò l'asilo politico offerto dalla Nigeria, ma giurò: «Con il volere di Dio, tornerò».
Con le elezioni presidenziali del novembre 2005 Ellen Johnson Sirleaf prese il posto di Gyude Bryant alla guida dello Stato.
Nel 2006 la presidente Johnson Sirleaf sottopose al governo nigeriano un'ufficiale domanda di estradizione per l'ex-presidente liberiano Taylor.
Il 28 marzo 2006, tre giorni dopo l'annuncio della Nigeria del suo intento di cedere Taylor alla Liberia, egli scomparve dalla villa sulla costa dove viveva in esilio. Il giorno successivo fu tuttavia catturato dalle guardie di frontiera camerunensi mentre cercava di attraversare il confine su un'auto con targa diplomatica nigeriana. Fu quindi inviato in Liberia dove fu arrestato e consegnato alla Missione delle Nazioni Unite in Liberia (UNMIL). Soldati irlandesi dell'UNMIL scortarono quindi Taylor a bordo di un elicottero che lo portò a Freetown dove venne consegnato alla Corte Speciale per la Sierra Leone che, il 26 aprile 2012, lo condannò per tutti gli undici capi d'accusa a cinquanta anni di reclusione. Pena confermata anche in appello dalla corte dell'Aja il 26 settembre 2013.

## Geografia

Geografia fisica della Liberia

### Morfologia
L'ambiente fisico della Liberia è costituito da un altopiano che digrada in una pianura litoranea; un solo fiume di una certa importanza attraversa la regione, per il resto altri fiumi sono sparsi da nord-ovest a sud-est. Il punto più elevato è il monte Nimba, al confine con la Guinea e la Costa d'Avorio con i suoi 1 752 metri. Nel nord-ovest del paese è situato il Monte Wuteve che con i suoi 1 440 metri è la seconda vetta della Liberia. La costa è pianeggiante e orlata da cordoni litoranei.

### Idrografia
I corsi d'acqua della Liberia assumono in prevalenza un andamento verso sud-ovest, seguendo la morfologia del terreno, che dagli altopiani dell'interno li conduce a sfociare nell'oceano Atlantico. Il confine nord-occidentale è attraversato dal fiume Mano mentre quello sud-orientale è delimitato dal fiume Cavally. I tre fiumi più lunghi del Paese sono il Saint Paul che sfocia vicino a Monrovia, il Saint John e il Cestos.

### Clima
Il clima è di tipo tropicale, caratterizzato da una piovosità stagionale elevata (circa 169 giorni di pioggia all'anno, quasi 4 000 mm) e da una temperatura la cui media supera i 25 °C.

## Popolazione

### Demografia

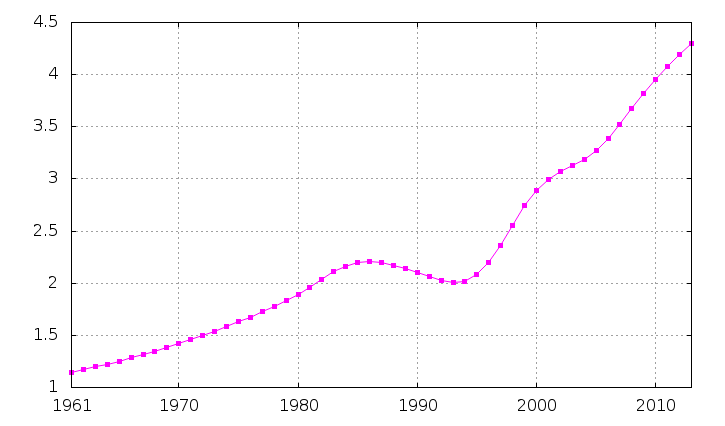
Andamento della popolazione Liberiana dal 1961 al 2010

Il 43,6% della popolazione è composto dai ragazzi fino ai quattordici anni (maschi 765 662, femmine 751 134), il 52,8% da persone dai quattordici ai sessantaquattro anni (maschi 896 206, femmine 940 985) e per il restante 3,7% da persone che hanno superato i sessantacinque anni d'età (maschi 64 547, femmine 63 667).

### Etnie
La Liberia è caratterizzata da una grande diversità etnica. I gruppi etnici principali nel 2022 erano: Kpelle (20.2%), Bassa (13.6%), Grebo (9.9%), Gio (7.9%), Mano (7.2%), Kru (5.5%), Lorma (4.8%), Krahn (4.5%), Kissi (4.3%), Mandingo (4.2%), Vai (3.8%), Gola (3.8%), Gbandi (2.9%), Mende (1.7%), Sapo (1%), Belle (0.7%), Dey (0.3%).

### Lingue
Le lingue mande sono utilizzate nelle zone settentrionali e occidentali del Paese, mentre le lingue kru in quelle orientali e meridionali. L'inglese è la madrelingua del 2,5% della popolazione rientrata nel Paese dagli Stati Uniti d'America.
L'inglese è comunque la lingua ufficiale della Liberia. Altre lingue utilizzate nel Paese sono il gola e il kpelle.

### Religione
La religione maggiormente diffusa è quella cristiana (66% circa della popolazione, soprattutto protestanti), il 15% circa ha come religione l'islam, mentre il resto della popolazione è animista (19%).
- Cristiani 66%
  - Protestanti
  - Cattolici
  - Altri
- Musulmani 15%
- Animisti 19%

## Ordinamento dello Stato

### Suddivisione amministrativa
La Liberia è suddivisa in 15 Contee:
| Nome             | Superficie (km²) | Popolazione | Densità (ab/km²) | Capoluogo    |
| ---------------- | ---------------- | ----------- | ---------------- | ------------ |
| Bomi             | 1.931            | 84.119      | 43,56            | Tubmanburg   |
| Bong             | 8.754            | 333.481     | 38,09            | Gbarnga      |
| Gbarpolu         | 9.953            | 83.388      | 8,38             | Bopolu       |
| Grand Bassa      | 7.814            | 221.693     | 28,37            | Buchanan     |
| Grand Cape Mount | 4.781            | 127.076     | 26,58            | Robertsport  |
| Grand Gedeh      | 10.855           | 125.258     | 11,54            | Zwedru       |
| Grand Kru        | 3.895            | 57.913      | 14,87            | Barclayville |
| Lofa             | 9.982            | 276.863     | 27,74            | Voinjama     |
| Margibi          | 2.691            | 209.923     | 78,01            | Kakata       |
| Maryland         | 2.297            | 135.938     | 59,10            | Harper       |
| Montserrado      | 1.880            | 1.118.241   | 594,81           | Bensonville  |
| Nimba            | 11.551           | 462.026     | 40,00            | Sanniquellie |
| River Cess       | 5.654            | 71.509      | 12,65            | Cesstos      |
| River Gee        | 5.113            | 66.789      | 13,06            | Fish Town    |
| Sinoe            | 9.764            | 102.391     | 10,49            | Greenville   |

### Città principali
La città più importante e popolosa del paese è la capitale Monrovia, che supera di poco il milione di abitanti. Il secondo centro cittadino della Liberia è Gbarnga, che nel 2008 contava 34 046 abitanti.

## Politica
La Liberia è una Repubblica presidenziale; l'attuale presidente è Joseph Boakai, in carica dal 22 gennaio 2024.
È uno dei pochi Stati che concede la propria cittadinanza in base alle origini etniche.

## Istruzione

### Università
L'Università della Liberia è stata fondata nel 1851, ma divenne università nel 1951 .

## Economia
Nel 2012 il PIL (PPA) era pari a 2 645 milioni di dollari USA mentre il PIL pro capite (PPA) era pari a 665 dollari. Il tasso annuale di crescita del PIL nel 2013 è dell'8,1%. In Liberia viene usato il dollaro liberiano (anticamente veniva usata la Kissi money).
L'agricoltura è nettamente ripartita tra quella di sussistenza, retta da forze locali dedite al riso, alle banane, alla manioca, alla patata, e quella commerciale, sostenuta da compagnie statunitensi e rivolta ai prodotti di piantagione: palme da cocco, caffè, raphia vinifera (da cui si ricava il vino di palma). Notevoli le risorse di legname (15% della foresta), soprattutto caucciù, azobè e palma oleifera; modesto invece l'allevamento.
Le risorse del sottosuolo sono eccellenti: ematite, magnetite, ferro, bauxite, oro e diamanti. Tuttavia le attività industriali ed estrattive sono quasi completamente condotte da gruppi statunitensi.
Per la bassa imposizione fiscale attuata e, in particolare, per l'assenza di norme e misure restrittive di controllo sul versante delle transazioni finanziarie, la Liberia è annoverata tra i cosiddetti "paradisi fiscali". Essa, infatti (unitamente a Filippine, Isole Cook, Isole Marshall, Montserrat, Nauru, Niue, Panama, Vanuatu, Brunei, Costa Rica, Guatemala e Uruguay) è una delle 14 giurisdizioni che, in base all'ultimo Rapporto del giugno 2010 dell'OCSE, ancora figurano nella cosiddetta lista grigia sotto la voce tax haven e centri finanziari. Anche il sistema fiscale italiano, col decreto ministeriale 04/05/1999, l'ha inserita tra gli Stati o Territori aventi un regime fiscale privilegiato, cosiddetta Black List o lista nera, ponendo quindi limitazioni fiscali ai rapporti economico-commerciali che si intrattengono tra le aziende italiane e i soggetti ubicati in tali territori.

## Ambiente
La foresta pluviale copre gran parte del territorio liberiano e in particolare tutta la fascia costiera. Essa inizia compatta già a pochi chilometri dalla costa succedendo alle mangrovie che risalgono per buon tratto le foci fluviali. Notevolmente estese sono però le zone dove la foresta risulta degradata dall'uomo o quelle in cui trovano posto le piantagioni di caffè, di palma oleifera, di Hevea, di banani e ananas.
Le essenze della foresta liberiana sono rappresentate da varie specie di mogano e da palme varie, tra cui la Raphia vinifera, che cresce però nelle zone degradate della foresta primaria. Tra le altre piante ricordiamo lo strofanto, il pepe, da cui la costa liberiana (Costa del Pepe) derivò il suo nome. Man mano che si risalgono le pendici che portano all'altopiano, la foresta sempreverde con alberi d'alto fusto e fitto sottobosco si addensa lungo i fiumi (foresta a galleria) inframezzandosi a formazioni di boscaglia ad alberi tropofili e cespugli e, più a nord, a distese di savana ad alberi radi dal fogliame caduco, con ricca copertura di erbe, verdi ed altissime durante le piogge, secche durante la stagione arida.
Nelle zone più interne a boscaglia ed a savana vivono i grandi carnivori, come il leone, ed erbivori quali le gazzelle, le antilopi, le zebre, gli elefanti. Numerosi sono i felidi tra cui il serval ed il leopardo, molto frequente in tutta la Liberia, e le viverre, rappresentate in particolare dal linsango. La foresta è invece il regno delle scimmie: lo scimpanzé, il cercocebo dal collare, il babbuino, la proscimmia galagone. Nei fiumi sono numerosi gli ippopotami ed i coccodrilli, numerosi i serpenti e i loro secolari avversari, le manguste.
Ricchissima è l'avifauna, rappresentata specialmente da nettarinie e da fagiani azzurri; vastissima la gamma degli insetti tra cui la pericolosa mosca tse-tse.

## Cultura
Le pratiche religiose, i costumi sociali e gli standard culturali degli americo-liberiani avevano le loro radici nel sud americano anteguerra. I coloni indossavano cappello a cilindro e frac e modellavano le loro case su quelle dei proprietari di schiavi del sud. La maggior parte degli uomini americo-liberiani erano membri dell'Ordine massonico della Liberia, che divenne pesantemente coinvolto nella politica della nazione.
La Liberia ha una ricca storia nelle arti tessili e nella trapuntatura, poiché i coloni hanno portato con sé le loro abilità di cucito e trapuntatura. La Liberia ha ospitato fiere nazionali nel 1857 e nel 1858 in cui sono stati assegnati premi per varie arti dell'ago. Una delle trapunte liberiane più famose era Martha Ann Ricks, che presentò una trapunta con la famosa pianta del caffè liberiano alla regina Vittoria nel 1892. Quando il presidente Ellen Johnson Sirleaf si trasferì nell'Executive Mansion, secondo quanto riferito aveva un liberiano- trapunta fatta installata nel suo ufficio presidenziale.

### Produzione letteraria
Una ricca tradizione letteraria esiste in Liberia da oltre un secolo. Edward Wilmot Blyden, Bai T. Moore, Roland T. Dempster e Wilton Sankawulo , sono tra gli autori più importanti della Liberia. Il romanzo di Moore Murder in the Manioca Patch è considerato il romanzo più celebre della Liberia.

### Musica
In ambito musicale possiamo ricordare, tra gli altri, Fatu Gayflor, conosciuta come Principessa Fatu Gayflor, la voce d'oro della Liberia.
Il cantante statunitense Michael Jackson scrisse e cantò una canzone intitolata Liberian Girl ("ragazza liberiana"), inserita nel suo settimo album in studio, l'acclamato Bad del 1987.
Duke Ellington fu incaricato dal governo della Liberia di comporre un pezzo per celebrare il centenario della fondazione. La Liberian Suite, che ne derivò, venne incisa nel 1947 per la Columbia Records.

### Arte
Soprattutto nella zona orientale della Liberia (similarmente alla Costa d'Avorio occidentale e nelle zone di confine della Guinea) domina la società segreta Poro che, grazie al suo potere di coesione, impone agli adepti e agli indigeni una certa uniformità artistica, influenzando la forma e determinando l'uso di una vasta gamma di maschere.
Inoltre, da sottolineare l'importanza della tribù Dan-Ngere che ha adottato come forma d'arte prevalente la maschera lignea che si presenta in moltissime tipologie (dal naturalismo ritrattistico fino ad arrivare alla forma cubista astratta).

## Poligamia
Un terzo delle donne liberiane sposate di età compresa tra i 15 e i 49 anni ha un matrimonio poligamo. Il diritto consuetudinario consente agli uomini di avere fino a quattro mogli.

## Cucina
La cucina liberiana incorpora pesantemente il riso, l'alimento base del paese. Altri ingredienti includono manioca, pesce, banane, agrumi, platani, cocco, gombo e patate dolci. Gli stufati pesanti conditi con habanero e peperoncini scotch bonnet sono popolari e mangiati con il fufu. La Liberia ha anche una tradizione di panificazione importata dagli Stati Uniti che è unica nell'Africa occidentale.

## Ricorrenza nazionale
- 26 luglio: Independence day. Si celebra l'indipendenza dagli USA, nel 1847.

## Sport
Lo sport più popolare in Liberia è il calcio, con il presidente George Weah, l'unico africano ad essere nominato Giocatore dell'anno FIFA World, che è l'atleta più famoso della nazione. La nazionale di calcio della Liberia ha raggiunto la fase finale della Coppa d'Africa due volte, nel 1996 e nel 2002. Il secondo sport più popolare in Liberia è il basket. La nazionale di basket liberiana ha raggiunto l'AfroBasket due volte, nel 1983 e nel 2007. In Liberia, il complesso sportivo Samuel Kanyon Doe funge da stadio polivalente. Ospita le partite di qualificazione alla Coppa del Mondo FIFA oltre a concerti internazionali ed eventi politici nazionali.